# Olle Karleby
Olle Karleby, född 29 juli 1918 i Helsingborgs församling i Malmöhus län, död 14 december 1994 i Oscars församling i Stockholm, var en svensk ämbetsman och företagsledare.

## Biografi
Olle Karleby var son till den socialdemokratiske ideologen och politikern Nils Karleby och Anna Söderberg. Han avlade filosofie kandidat-examen 1941, politices magister-examen 1944 och juris kandidat-examen 1948. Han tjänstgjorde i Priskontrollnämnden 1941–1947: som amanuens 1941–1944, som sekreterare 1944–1946 och som sektionschef 1946–1947. Därefter tjänstgjorde han vid Finansdepartementet 1947–1953: som amanuens 1947–1948, som andre kanslisekreterare 1948–1949, som förste kanslisekreterare 1949–1952 och som byråchef 1952–1953. Han var tillförordnad byråchef i Folkhushållningsdepartementet 1948–1949. Åren 1953–1959 var han statssekreterare i Försvarsdepartementet, där han 1955 utnämndes till kansliråd. Han var 1959–1963 generaldirektör och chef för Försvarets fabriksverk, i vilken egenskap han var ledamot av Försvarets förvaltningsdirektion 1960–1963.
År 1963 övergick Karleby till näringslivet och var vice verkställande direktör för Skandinaviska banken 1963–1965. Därefter var han verkställande direktör för försäkringsbolaget Hansa 1966–1970 och för Trygg-Hansa 1971–1973 samt styrelseordförande där 1973–1978. Åren 1978–1989 var han styrelseordförande i Svenska Kreditförsäkrings AB. Vid sidan sina ordinarie befattningar anlitades Karleby för ett stort antal offentliga förtroendeuppdrag och utredningar.
Karleby invaldes 1955 som ledamot av Kungliga Krigsvetenskapsakademien och 1957 som hedersledamot av Kungliga Örlogsmannasällskapet. Han är begravd på Pålsjö kyrkogård i Helsingborg.

## Utmärkelser
Bland de utmärkelser Karleby tilldelades kan nämnas
- Kommendör av första klass av Nordstjärneorden, 4 juni 1960 [8]
- Konungens medalj av 12:e storleken i Serafimerordens band
- Kommendör av första klass av Finlands Lejons orden
- Patriotiska Sällskapets guldmedalj
- Förbundet Svenska Finlandsfrivilligas förtjänstkors
- Flygvapenfrivilligas Riksförbunds förtjänsttecken, 24–25 januari 1987 [9]
- medaljer inom frivilliga försvaret.